# ТАИФ
Група компаній «ТАИФ» — великий російський холдинг, який контролює 96% хімічної, нафтохімічної та нафтогазопереробної галузей Татарстану. Штаб-квартира компанії розташована в Казані.
Заснована в 1995 році. Назва розшифровується як «Татаро-американські інвестиції і фінанси».

## Діяльність
Група контролює такі великі підприємства, в сукупності забезпечують більше 90% випуску хімічної, нафтохімічної та нафтогазопереробної галузей Татарстану.
Крім цього, «ТАИФ» контролює банк «Аверс», компанію «Татнефтепродукт», ряд будівельних організацій, дві телерадіокомпанії, дев'ять фінансових і вісім торгових компаній. Також їй належить 3% акцій нафтової компанії «Татнефть».
Холдинг є генеральним спонсором футбольного клубу Рубін.